# José Ruiz de Almodóvar
José Ruiz de Almodóvar Burgos, né le 5 août 1867 à Grenade et mort le 17 décembre 1942 à Grenade, était un peintre espagnol, un professeur de l'École d'Arts et Métiers de Grenade et un membre de la Confrérie de l'Avellano, à laquelle participait aussi son frère Gabriel.

## Carrière

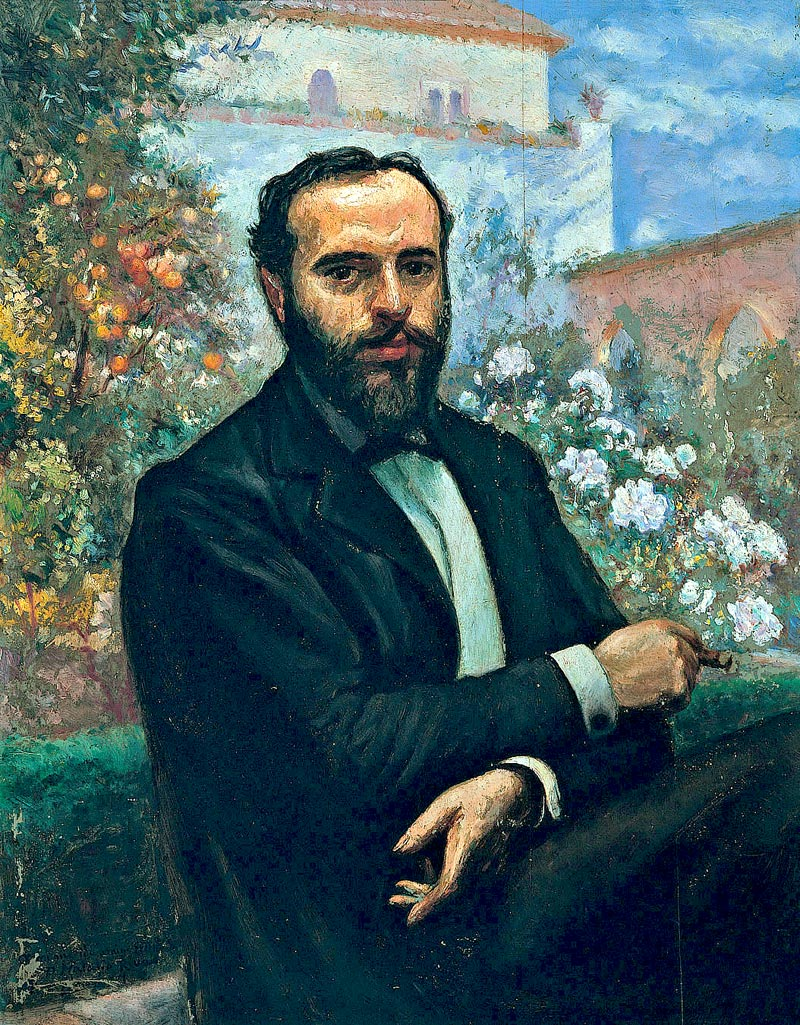
L'un des portraits d'Ángel Ganivet réalisés par José Ruiz de Almodóvar.

Il fait des études secondaires, mais son affection pour l'art le décide à ne pas suivre de carrière pour se consacrer exclusivement à la peinture. Il a eu pour maîtres Manuel Gómez-Moreno González et Alejandro Ferrant et, dès son plus jeune âge, il s'est consacré aux portraits au pastel et à la reproduction de paysages de la Sierra Nevada, qui étaient ses deux spécialités. En 1899 et 1900, il a voyagé en Angleterre. Pendant trente ans, il a enseigné à l'École des arts et métiers de Grenade, a été académicien des Beaux-Arts de cette ville et député provincial en 1926.
Parmi ses meilleurs portraits figurent ceux José Zorrilla, réalisés à l'occasion du couronnement du grand poète en Grenade, et celui d'Ángel Ganivet, dont un grand nombre ont été commandés, tant en Espagne qu'à Londres et Paris. Il a également peint les portraits des recteurs de l'université de Grenade dans la salle des recteurs de l'université. Membre de la Confrérie de l'Avellano, surnommé « El Ciprés », il a illustré le Libro de Granada, conçu et réalisé par les membres de ce groupe dirigé par Ángel Ganivet.

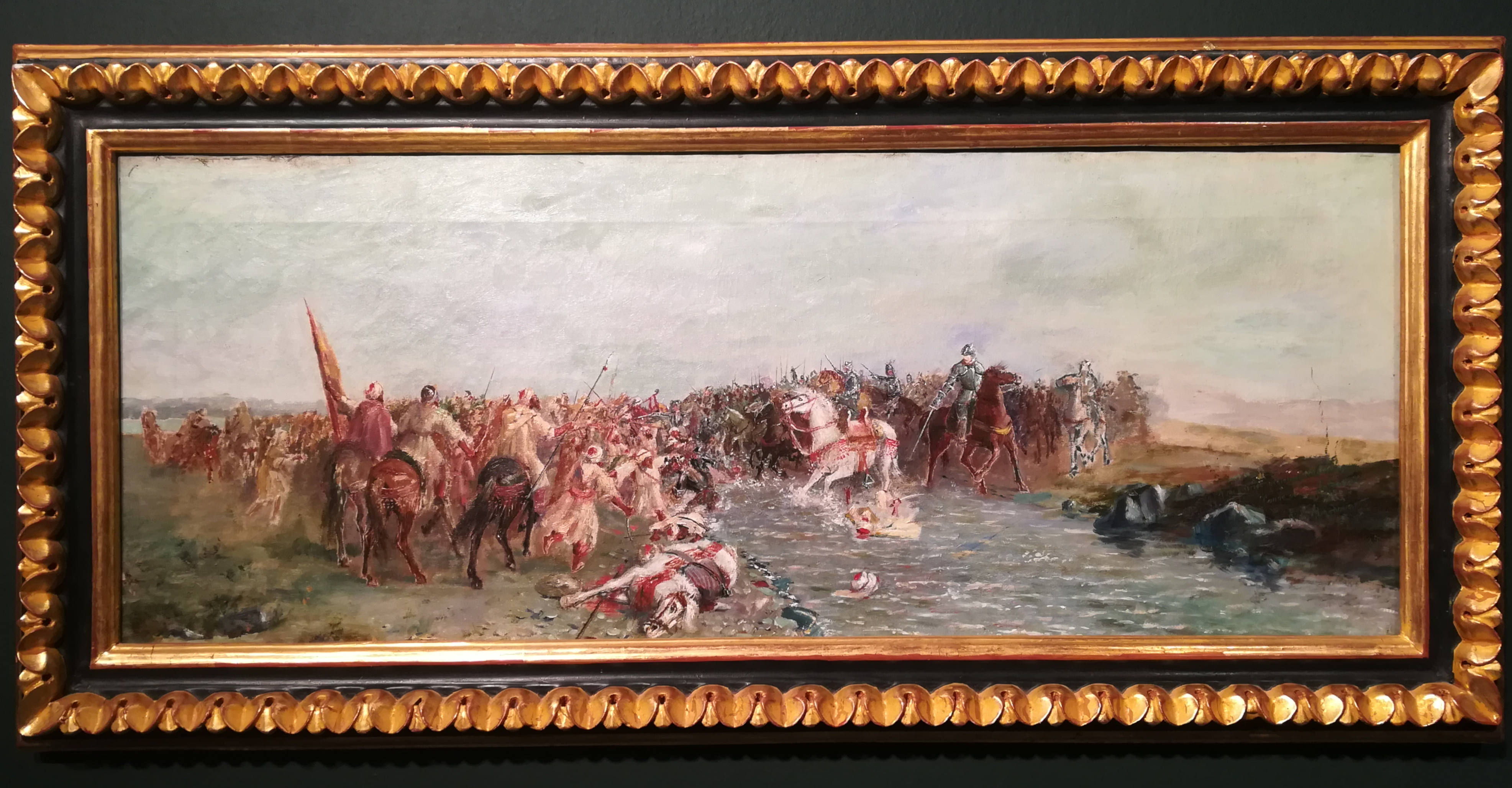
Bataille de Aliatar.